# Thalassarachna bandyi
Thalassarachna bandyi är en kvalsterart som beskrevs av Newell 1967. Thalassarachna bandyi ingår i släktet Thalassarachna och familjen Halacaridae. Inga underarter finns listade i Catalogue of Life.